# 防府市地域交流センター
防府市地域交流センター（ほうふしちいきこうりゅうセンター）は、山口県防府市にある、音楽ホールと展示スペースを備えた文化交流施設。フランス語の「抱負を抱く人」「大志を抱く人」に由来するアスピラート（仏: Aspirante）の愛称で呼ばれる。
防府市が所有し、市の外郭団体である公益財団法人防府市文化振興財団が管理運営している。

## 概要
JR山陽本線 防府駅周辺の連続立体交差事業に合わせた土地区画整理事業および街並み・まちづくり総合支援事業の一環で防府市が1995年から1998年にかけて整備した施設で、防府駅てんじんぐち（北口）駅前の一角に位置する。平成11年度手づくり郷土賞受賞。
市民の文化活動支援に重きが置かれ、新たな文化活動を触発するための市民スペース、芸能活動を行うためのリハーサル室・練習スタジオ、それらの発表の場となる音楽ホール・展示ホールの3つの要素から構成され、これらが環流することによる相乗効果を期待したものとなっている。
音楽ホールは当初防府市公会堂（1960年竣工、客席数1800人）並みの中規模ホールとすることも想定されたが、最終的に600席規模の音楽専用ホールとされた。敷地条件等から音響的な評価の高いシューボックス型が採用され、バルコニー型の2階席を持つ（1階席450席、2階席152席）。クラシック音楽以外の用途利用を考慮し、可動扉と可動カーテンの開閉により残響時間を可変させることが可能となっている。また、貨物列車が多く運行されるJR山陽本線の高架に近接することから、外部からの遮音を目的として、ホールやリハーサル室、スタジオに浮き構造が採用されている。こけら落とし公演はヘルムート・ヴィンシャーマン指揮・ドイツ・バッハゾリステンによる室内楽コンサート。
市民スペースの一角では、防府出身の作曲家・大村能章にまつわる常設展示が行われている。開館当初は防府出身の俳人・種田山頭火にまつわる常設展示も行われていたが、こちらは2017年に宮市町（防府天満宮近く）に建設された「山頭火ふるさと館」に移設されている。

## アクセス
- JR山陽本線 防府駅てんじんぐち（北口）から徒歩1分
- 山陽自動車道 防府東IC又は防府西ICから約10分